# Пајлот Маунд (Ајова)
Пајлот Маунд (енгл. Pilot Mound) град је у америчкој савезној држави Ајова. По попису становништва из 2010. у њему је живело 173 становника.

## Демографија
Према попису становништва из 2010. у граду је живело 173 становника, што је -41 (-19.2%) становника више него 2000. године.
| Група             | 2000.       | 2010.       |
| Белци             | 213 (99,5%) | 166 (96,0%) |
| Афроамериканци    | 0 (0,0%)    | 4 (2,3%)    |
| Азијати           | 0 (0,0%)    | 0 (0,0%)    |
| Хиспаноамериканци | 0 (0,0%)    | 0 (0,0%)    |
| Укупно            | 214         | 173         |